# Concordenhaus
Das Concordenhaus in Bremen - Altstadt befindet sich im Schnoorviertel und stammt von 1630.  Eigentümer ist die nichtschlagende Technische Vereinigung Concordia
Das Gebäude steht seit 1973 unter Bremischen Denkmalschutz.

## Geschichte
Das Gebäude wurde ursprünglich um 1630 im Stil der Renaissance mit einem Außenmauerwerk aus Backsteinen und dem Eingangsportal und einigen Gliederungen aus Sandstein errichtet. 
Nach der Zerstörung im Zweiten Weltkrieg erwarb 1951 die Concordia das Haus. Es war das erste Haus im Schnoor, welches bis 1953 wiederaufgebaut wurde, überwiegend in Eigenarbeit seiner rund 100 damaliger Mitglieder. Im Erdgeschoss befindet sich eine Bar, in den oberen Stockwerken unterschiedlich große Räume für Veranstaltungen.

Sehenswert ist der große Saal im ersten Stock mit Ausstellungsstücken aus der Geschichte der Studentenverbindungen. Er entstand beim Umbau, als die Decke zwischen dem ersten und dem zweiten Geschoss entfernt und dabei auch die Fassade verändert worden ist.
Das Haus hat zwei Eingänge von der Straße Hinter der Holzpforte (Ostseite) und von der Straße Wüstestätte (Westseite). An der Wand links neben dem Eingang an der Ostseite befindet sich eine Marke des historischen Hochwasserstandes vom 13. März 1881.